# Pletholax edelensis
Pletholax edelensis — вид геконоподібних ящірок родини лусконогових (Pygopodidae). Ендемік Австралії. Раніше вважався підвидом Pletholax gracilis, однак був визнаний окремим видом.

## Поширення і екологія
Pletholax edelensis мешкають на західному узбережжі Західної Австралії, від затоки Шарк-Бей до Перта. Вони живуть в банксієвих лісах поблизу Перта, у ефемерних водно-болотних угіддях та на прибережних пустищах. Ведуть риючий спосіб життя, відкладають яйця.